# Les Fausses Confidences (film)
Pour la pièce de Marivaux, voir Les Fausses Confidences.
Pour plus de détails, voir Fiche technique et Distribution.
Les Fausses Confidences est un film français réalisé par Daniel Moosmann, sorti en 1984.

## Synopsis
Adaptation de la pièce de Marivaux, Les Fausses Confidences (1737).

## Fiche technique
- Titre : Les Fausses Confidences
- Réalisation : Daniel Moosmann
- Scénario : Bernard-G. Landry et Daniel Moosmann, d'après la pièce de Marivaux
- Directeur de la photographie : Étienne Becker
- Musique : Jean Musy
- Son : Gérard Lamps
- Montage : Anna Ruiz et Christian Allanic
- Production : E.I. Productions - Gerland Productions
- Tournage : 2 avril au 24 mai 1984
- Format : couleurs - 35 mm - son Mono
- Distribution : Les Films Epoc
- Pays de production : France
- Genre : Comédie
- Durée : 110 minutes
- Date de sortie : France : 3 octobre 1984

## Distribution
- Jean-Pierre Bouvier : Dorante
- Roger Coggio : Dubois
- Fanny Cottençon : Marton
- Brigitte Fossey : Araminte
- Michel Galabru : M. Rémy
- Paul Préboist : Arlequin
- Micheline Presle : Mme Argante
- Robert Rimbaud : le Comte